# Musée d'Art MOA
Le musée d'art MOA (MOA美術館, MOA Bijutsukan) est un musée privé situé dans la ville d'Atami, préfecture de Shizuoka au Japon. Il est fondé en 1982 par l'association Mokichi Okada, (MOA), pour héberger la collection d'art de son fondateur, le chef religieux et millionnaire Mokichi Okada (en), (1882–1955).
Sa collection comprend des peintures classiques, des rouleaux, des sculptures, des porcelaines et des objets laqués chinois et japonais. Ses œuvres majeures sont les trésors nationaux « Prunus rouges et blancs en fleurs » d'Ogata Korin, de l'époque d'Edo.

## Galerie

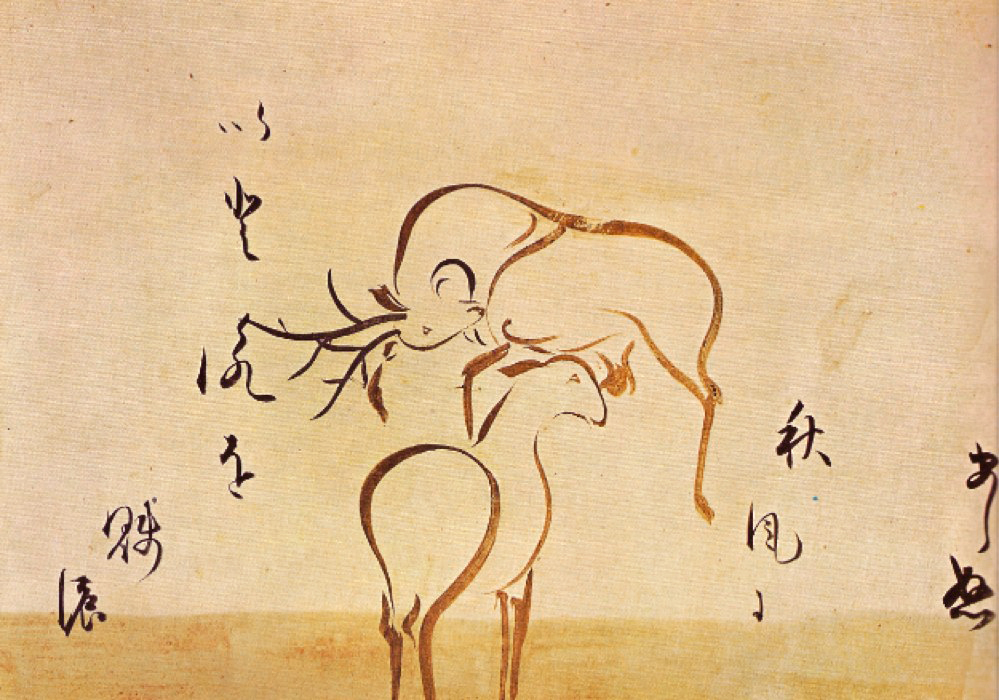
Poèmes et daims. Calligraphie, encre, Hon'ami Kōetsu; peinture, lavis d'or et d'argent, Tawaraya Sōtatsu ; sur papier. H 34,2 cm (ici détail)
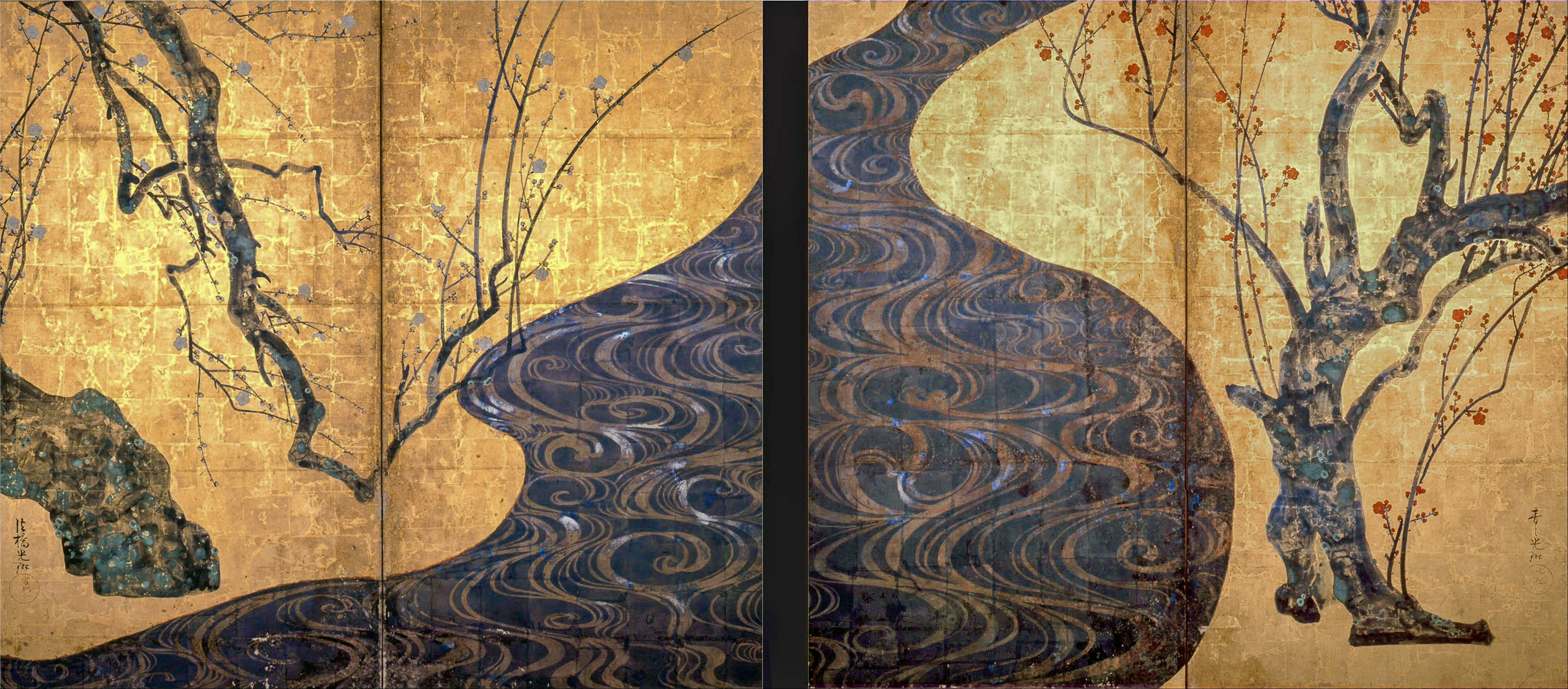
Ogata Korin, vers 1700-1716. Prunier rouge et prunier blanc, en fleurs. Encre, couleurs, or sur papier, feuille d'argent sulfurisé partiellement masquée. Paravents. 156,5 x 172,5 cm.
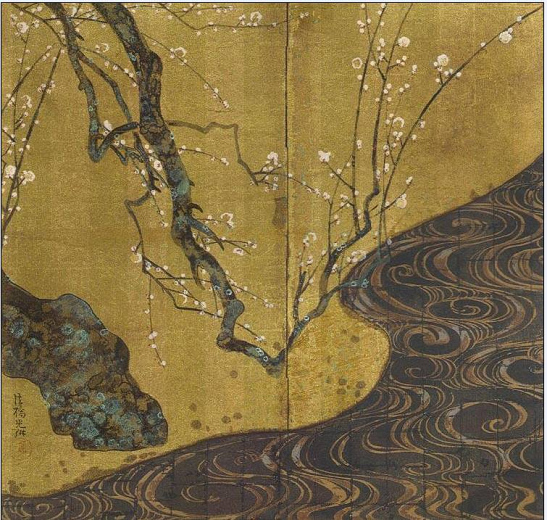
'Prunier rouge et prunier blanc, en fleurs (côté gauche du paravent)
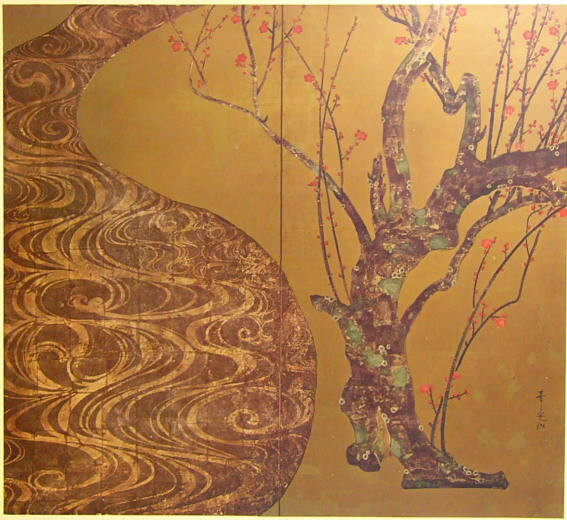
'Prunier rouge et prunier blanc, en fleurs (côté droit du paravent)

### Sources
- (en) Cet article est partiellement ou en totalité issu de l’article de Wikipédia en anglais intitulé « MOA Museum of Art » (voir la liste des auteurs).